# Onda
Onda je študentsko gibanje, študentov italijanskih univerz in drugih študentov v Italiji zoper zmanjšanje proračunskih sredstev za visoko šolske institucije in šolstvo v Italiji nasploh. Prikaz novega šolskega sistema je predstavila 28. avgusta 2008 italijanska ministrica za javno šolstvo, univerzo in raziskovanje, ga. Mariastella Gelmini, kateri je doživel burno reakcijo šolarjev, staršev, visokošolskih profesorjev in pripeljal do zasedbe univerz v Bologni, Milanu, Torinu, Padovi, Neaplju, Palermu ter drugih mestih. Sprožil se je val protestnih sprevodov imenovan >>Nenormalni val<< ali Onda anomala. 